# Information and Software Technology
Information and Software Technology is een internationaal, aan collegiale toetsing onderworpen wetenschappelijk tijdschrift op het gebied van de informatiesystemen en software engineering. De naam wordt in literatuurverwijzingen meestal afgekort tot Inform. Software Tech. Het wordt uitgegeven door Elsevier en verschijnt 10 keer per jaar.